# Siège de Nice (1705-1706)
Pour les articles homonymes, voir Siège de Nice.
Guerre de Succession d'Espagne
Batailles
Campagnes de Flandre et du Rhin
- Landau (1702)
- Friedlingen (1702)
- Kehl (1703)
- Ekeren (1703)
- Höchstädt (1703)
- Spire (1703)
- Schellenberg (Donauworth) (1704)
- Blenheim (1704)
- Landau (1704)
- Vieux-Brisach (1704)
- Eliksem (1705)
- Ramillies (1706)
- Stollhofen (1707)
- Cap Béveziers (1707)
- Cap Lizard (1707)
- Audenarde (1708)
- Wynendaele (1708)
- Lille (1708)
- Gand (1708)
- Malplaquet (1709)
- Douai (1710)
- Bouchain (1711)
- Denain (1712)
- Bouchain (1712)
- Douai (1712)
- Landau (1713)
- Fribourg (1713)

Campagnes d'Italie
- Carpi (1701)
- Chiari (1701)
- Crémone (1702)
- Luzzara (1702)
- Verceil (1704)
- Cassano (1705)
- Nice (1705-1706)
- Calcinato (1706)
- Turin (1706)
- Castiglione (1706)
- Toulon (1707)
- Gaeta (1707)
- Cesana (1708)
- Syracuse (1710)

Campagnes d'Espagne et de Portugal
- Cadix (1702)
- Vigo (navale 1702)
- Cap de la Roque (1703)
- Gibraltar (août 1704)
- Ceuta (1704) (es)
- Málaga (1704)
- Gibraltar (1704-1705)
- Marbella (1705)
- Montjuïc (1705)
- Barcelone (1705)
- Badajoz (1705)
- Barcelone (1706)
- Murcie (1706) (es)
- El Albujón (1706) (es)
- Santa Cruz de Ténérife (1706) (en)
- Almansa (1707)
- Xàtiva (1707)
- Ciudad Rodrigo (1707) (en)
- Lérida (1707)
- Tortosa (1708)
- Minorque (1708)
- Gudiña (1709)
- Almenar (1710)
- Saragosse (1710)
- Brihuega (1710)
- Villaviciosa (1710)
- Barcelone (1713-1714)

Campagnes de Hongrie
- Saint-Gotthard (1703) (en)
- Biskupice (1704) (en)
- Smolenice (1704) (en)
- Koroncó (1704) (en)
- Zsibó (1705) (en)
- Saint-Gotthard (1705) (en)
- Trenčín (1708) (en)

Antilles et Amérique du sud
- Santa Marta (1702)
- Guadeloupe (1703)
- Nassau (1703)
- Colonia del Sacramento (1704)
- Carthagène (1708)
- Rio (1710)
- Carthagène (1711)
- Rio (1711)
- Cassard (1712)

Le siège de Nice de 1705-1706 se déroula du 15 mars 1705 au 4 janvier 1706 entre les armées de Louis XIV et de Victor-Amédée II de Savoie, pendant la guerre de Succession d'Espagne

## Préparatifs
Dès septembre 1704, les troupes françaises se massent sur la rive occidentale du Var, annonçant ainsi la préparation d’une invasion. Cependant, on ne prépare pas le siège côté niçois : à la fin de l’année, des réserves de poudre sont envoyées dans le Piémont.

## Déroulement
Le 4 mars 1705 les armées du roi de France commandées par le duc de La Feuillade, traversent le Var qui marque la frontière entre les deux pays, et mettent le siège devant Villefranche. Le 6 mars la ville est prise, mais la citadelle résiste toujours.
Les troupes françaises continuant leur progression, mettent le siège devant les imposants bastions et tours de la ville de Nice, place forte et débouché en Méditerranée des États de Savoie.

Menant de front les sièges des citadelles de Villefranche, de Saint-Hospice et du Mont-Alban, le 15 mars, les tranchées également sont ouvertes devant Nice. 

Après quelques semaines de siège, la ville se rend, mais le château résiste. 

Comme une acropole, la citadelle et le château dominent la ville depuis un éperon rocheux ceinturé par une muraille qui devait avoir un périmètre de 2 300 m et par endroits huit mètres de hauteur. À l’intérieur de cette première ligne fortifiée, une deuxième muraille encore plus massive et haute, flanquée de tours, délimite la citadelle du château.
Cependant, l’enjeu pour le Piémont comme le roi de France se trouve dans la plaine du Pô. Une trêve est conclue pour six mois, pour permettre l’envoi de renforts dans le Piémont.
Le duc de Berwick est envoyé pour achever le siège. Du 9 au 22 décembre 1705, le château de Nice est pilonné sans répit par 60 canons et 24 mortiers. Plus de 10 000 bombes et 120 000 boulets auraient été envoyés sur le Château durant le siège et il y aurait eu 700 à 800 morts et blessés.
Le 4 janvier 1706 le marquis de Caraglio capitule. La démolition du château de Nice et des fortifications de la ville débute le 12 février 1706. Le 21 juillet 1706 l'ensemble des fortifications est rasé « comme s’il n’avait jamais existé », selon les instructions de Louis XIV, faisant de Nice une ville ouverte.

## Ordre de bataille
Armée française :
- 6 régiments d’infanterie
- 2 bataillons d’artilleurs
- 1 brigade de cavaliers
- 5 brigades de six ingénieurs militaires
- plusieurs compagnies de mineurs
- des milices provençales
- des chiourmes
- de la main d’œuvre locale

Troupes commandées par le duc de Berwick :
- 3 bataillons du régiment du Dauphin
- 2 bataillons du régiment d'Orléans
- 2 bataillons du régiment de Bourbon
- 2 bataillons du régiment de Hainaut
- 2 bataillons du régiment de Charolais
- 1 bataillon du régiment de Vaudreuil
- 1 bataillon du régiment de Soissons
- 1 bataillon du régiment de Gassion cavalerie
- 1 bataillon du régiment de Froulai